# Berliet U
Der Berliet U war ein Pkw-Chassis mit Motor von Berliet in Lyon. 

## Geschichte und Technik
Über das Fahrzeug ist nur wenig bekannt. Ein im Conservatoire der Fondation Berliet erhalten gebliebenes Fahrzeug wurde 1911 gebaut, also ist eine eventuelle Serienproduktion dieses Typs etwa um diese Zeit anzunehmen. Aufgrund seiner Hubraumgröße ist das Auto als Fahrzeug der Oberklasse einzustufen.
Der Vierzylindermotor (Bohrung 120 mm, Hub 140 mm, Hubraum 6333 cm³) leistete 40 PS. Steuerlich war der Wagen mit 36 CV fiscaux eingestuft. Weitere technische Daten sind nicht bekannt.